# Spirydon (Abuladze)
Spirydon, imię świeckie Gocza Abuladze (ur. 14 czerwca 1950 w Zestaponi) – gruziński duchowny prawosławny, od 2006 biskup Schalty.

## Życiorys
28 sierpnia 1990 otrzymał święcenia diakonatu, a 4 lipca tegoż roku – prezbiteratu. 24 grudnia 2006 otrzymał chirotonię biskupią. 17 kwietnia 2013 uzyskał godność arcybiskupa.